# ムカシオオミダレタケ
ムカシオオミダレタケ（太古大乱れ茸，Elmerina holophaea (Pat.) Parmasto）はキクラゲ目（Auriculariales）のムカシオオミダレタケ属に属するきのこの一種である。

## 形態
子実体は初めは歪んだ半球状をなし、粗毛におおわれ、発生基質の樹皮を破って現れるが、しだいに半円形ないし貝殻状のかさを張り出し、通常は柄を欠く。かさは長径3-8cm程度、縁はやや鋭いかあるいは丸みを帯び、表面は粘性を欠き、太くて柔らかく粗大な毛（時に羽毛状に分岐し、あるいは不規則に融合する）におおわれ、時に不明瞭な同心円状の環溝を生じることがあり、初めは乳白色ないし淡クリーム色を呈するが、古くなると桃色あるいは黄褐色を帯び、乾燥すればくすんだ褐色に変わる。肉はかさの基部においてはやや厚いが、周縁部では薄く、鮮時はクリーム色でやや弾力のある堅い肉質ないしゴム状肉質、傷つけても変色することはなく、時に不明瞭な年輪状の模様をあらわし、乾燥すると小さく収縮して堅い膠質になるとともに褐変し、味やにおいには特徴はない。かさの下面の子実層托（胞子を形成する部分）は、ところどころで途切れ、あるいは横脈で連結された疎いひだ状をなし、かさの表面とほぼ同色、個々のひだは厚く、その縁はやや鈍く丸みを帯びる。
胞子紋は白色、胞子は卵形・無色で薄壁、ヨウ素溶液で染まらない。担子器は初めは倒こん棒状であるが、後に横に走る一枚の隔壁を生じ、倒卵形ないし紡錘形の上位担子器（核の減数分裂が行われる部分）と、太い倒円錐状の下位担子器（上位担子器を形成し、保持する部分）とに分かれる。さらに、上位担子器は成熟すれば縦に走る隔壁（セプタ septa)を生じて四つの小室に分割され、おのおのの小室の上端が太い角状の担子器小柄（ステリグマ sterigma:胞子を保持し、射出させる部分）となる。下位担子器の基部にはまれにかすがい連結を備える。シスチジアはないが、無色・薄壁で顆粒状の内容物を含んだグレオシスチジア（gloeocystidia：粘嚢状体とも称され、貯蔵器官と考えられる異型菌糸の一種）と、細い菌糸が多数より合わさった束（スピナ spina と称される）とが担子器の間に頻繁に混在する。担子器およびグレオシスチジアの直下の子実下層(subhymenium)は、密に絡み合った細い菌糸（しばしば、かすがい連結を備える）で構成される。肉の組織は、僅かにゼラチン化した菌糸（時にかすがい連結を欠く）を主体に、やや幅広くて多少厚い壁を備えた菌糸が混在する。かさの表皮はあまり分化することなく、かさの表面の毛は太くて厚壁な菌糸が緊密により合わさりつつ立ち上がる。

## 生態
初夏から秋にかけて、広葉樹の倒木や切り株、あるいは枯れ枝上に発生する。日本ではブナやイタヤカエデに多いとされるが、ときにミズナラに生える こともあり、海外では カバノキ属・ハンノキ属・ヤマナラシ属などの樹上にも生じるという。阿武隈山地における生態調査では、ブナ属（ブナおよびイヌブナ）の切り株に好んで生じ、特に径30-39 cm の大径木によく発生するという傾向が報告されている。
同属のElmerina caryae (Schw.) Reid については、培地上で白色・クモの巣状の集落を形成し、チロシナーゼ活性は認められず、グアヤックに対する呈色反応もなく（これらは、白色腐朽を起こすことを示唆する）、厚壁胞子その他の無性生殖細胞を作らないという所見がある。Elmerina caryaeについてはまた、性的にはヘテロタリックな性質を持ち、二種類の不和合性因子に支配される二極性の交配様式を持つとされるが、ムカシオオミダレタケについては、培養所見や交配様式（およびその他の遺伝的特性など）はまだ明らかになっていない。

## 分布
タイプ標本は、ベトナムで採集されたものである。日本のほか、ロシア東部・中国（雲南省）・ベトナムおよびフィリピン・タイ（カオヤイ国立公園）などにも分布する。日本での最初の記録は、静岡県の富士山大宮口付近で採集されたものであるが、ブナが豊富に分布する地域では必ずしもまれではないとされ、北海道（富良野市山部）から鹿児島県（肝付町）に至る採集記録がある。

## 類似種・近縁種

### 分類学上で近縁な種
Elmerina borneensis (Jülich) Reid.
子実体はかさを形成せず、枯れ木に密着し、互いに融合して不定形に広がる。子実層托はくすんだ黄褐色で、やや六角形に角ばった管孔状（径1-2mm程度）をなし、拡大鏡の下では、管孔の壁面に微細なざらつき（スピナ）が認められる。肉は厚さ1mm以下で、表面とほぼ同色である。胞子は無色・薄壁で表面は平滑、広楕円形ないしアーモンド形をなす。グレオシスチジアはない。日本では、鹿児島県下においてシイ属の枯れ木から見出された記録がある。種小名が示すとおりタイプ標本はボルネオ島で見出されたものであるが、そのほかマレーシア（キナバル山）およびオーストラリア（クィーンズランド）からも採集されている。
Elmerina caryae (Schw.) Reid
子実体は樹皮面にべったりと広がり、まったくかさを形成しないか、あるいはごく狭い棚状の反転部を有するにとどまる。子実体の周縁部は子実層托を形成せず、平滑で白色を呈する。子実層托は微細な管孔状で、幼時は帯黄灰色ないし帯褐灰色または帯桃灰色であるが、次第に灰褐色となり、傷つければ暗褐色に変わる。肉はごく薄く、生の時にはやや弾力に富んだ肉質であるが、乾燥すると脆い革質となる。胞子は無色・平滑でソラマメ形ないし腎臓形をなす。スピナを備えるがグレオシスチジアはない。子実体の組織は、かすがい連結を備えた細い薄壁菌糸と、太くてかすがい連結を欠いた厚壁菌糸とで構成されており、菌糸の隔壁孔の構造はヒメキクラゲ型(Exidioid)である。子実体組織の断片あるいは胞子を分離源とした培養が可能で、培地上に這った菌糸は子実体の構成菌糸と同様にかすがい連結を備えるいっぽう、培地の表面から立ち上がった気中菌糸は、かすがい連結を形成しない。高圧蒸気で滅菌したヤマナラシの木片に、あらかじめ純粋培養しておいた菌株を接種すれば、実験室内で子実体を形成させ、成熟に至らせることもできる。マツ属(Pinus)・モミ属(Abies)・フウ属(Liquidamber)・ヌマミズキ属(Nyssa)・カエデ属(Acer)・ハンノキ属(Alnus)・ブナ属(Fagus)・トネリコ属(Fraxinus)・ ヤマナラシ属(Populus)・ユリノキ・ナシなど、さまざまな樹木の倒木や枯れ枝上に発生する。カバノキ属（Betula）の材片に発生することもある。なお、材の腐朽型は白色腐朽である。北アメリカ・ヨーロッパに広く分布するほか、ベネズエラ・アフリカ（エチオピアおよびケニヤ）・ニュージーランドからも見出されているが、日本からはまだ未報告である。タイプ標本は、北アメリカ・ペンシルベニア州のナザレス(Nazareth)において、クルミ科ペカン属の一種（Carya alba）の落ち枝に発生していたもので、種小名も宿主の属名に由来している。なお、本種をAporpium 属に置き、A. caryae (Schwein.) Teixeira & D.P. Rogers の学名のもとに扱う意見や、Protomerulius 属の一員として P. caryae (Schwein.) Ryvarden の学名を用いる見解もある.
Elmerina hexagonioides (A. David & Jaquenoud) Núňez
子実体は薄く（厚さ2 mm以下）、狭い基部で樹皮上に付着し、さらに樹皮面に広く薄く垂下して生える。乾燥しても小じわを生じる程度で、著しく収縮することはない。かさは幅狭く、表面はクリーム色ないし麦わら色を呈し、の長さ1mm程度羽毛状の毛をこうむる。裏面の子実層托は多角形ないし六角形の管孔状（径1-3 mm程度）をなし、かさの表面とほぼ同色、拡大鏡の下ではスピナの存在によってざらついてみえる。胞子は無色・薄壁で平滑、楕円形ないしソーセージ状を呈する。グレオシスチジアは欠いている。タイプ標本はシンガポールで見出されたものであり、日本では茨城県から報告されている。なお、従来は本種と同定されてきた菌は、2種以上を含む可能性が高いとされ、今後の再検討を行う必要があると考えられている。

### 外観が類似する種
カイガラタケ Lenzites betulina (L.) Fr.
ムカシオオミダレタケと比べて強靭で水分に乏しく、肉は白色で薄い。子実層托は完全なひだ状に近く、ムカシオオミダレタケのそれに比較して密生する。また、かさの表面をおおう毛はより短く繊細でビロード状をなし、分岐あるいは融合することはない。日本では、ブナに限らずさまざまな樹種に発生し、分布も平地から亜高山帯にまで及んでいる。
オオミダレタケ Lenzites vespacea (Pers.) Pat.
前種に比べて全体が黄褐色を帯び、外観ではムカシオオミダレタケにさらに近いものがある。肉が堅いコルク質できわめて薄いこと・かさの表面の毛は微細でビロード状をなし、古い標本ではしばしば抜け落ちること・子実体は、かすがい連結を備えた菌糸と、それを欠く厚壁菌糸とのほかに、不規則に分岐した細い菌糸を混じえて構成されることなどにおいて異なっている。南方系の菌であるとされ、日本では本州南部・九州に分布するといい、奄美大島からも記録されている古くは、ムカシオオミダレタケ属に置かれ、Elmerina vespacea (Pers.) Bres. の学名が当てられたこともある。

## 分類学的位置づけの変遷
従来、Protodaedalea hispida Imazeki の学名で呼ばれ、Protodaedalea 属は本種のみを含むとされていた。また、Protodaedalea 属に対する科レベルの分類学的位置としては、ツラスネルラ科（Tuasnellaceae）に置かれたりシロキクラゲ科（Tremellaceae）に含めたりする説があり、あるいはヒメキクラゲ科（Exidiaceae）に置く意見もあったが、のちにアポルピウム科（Aporpiaceae：和名なし）に位置づける提案がなされている。なお、科名としてスイショウキン科(Hialoriaceae)を用いる意見もあるが、科としての概念はアポルピウム科のそれとほぼ等しい。
いっぽう、Elmerina 属においては、充分に成熟した子実体でなければ、隔壁を生じた特徴的な担子器を見出すことができないため、Protodaedalea 属との比較検討が行われることがなかなかなく、伝統的に、いわゆる「サルノコシカケ」類の一属として扱われてきた。たとえば、Elmerina 属を創立した Bresadola は、これをDaedalea 属（現在の概念とはやや異なる）に類縁関係を持つものと考えていたし、PatouillardはLenzites 属に近い菌群であると推定していた。また、Ryvardenは、子実体の組織の菌糸構成に基づいてTyromyces 属と関連があるのではないかという説を唱えている。このProtodaedalea 属が、Elmerina 属のシノニム(synonym)であることが明らかになったのは1997年のことであり、E. foliacea Pat.（正式記載は1915年）とE. holophaea （正式記載は1907年）およびムカシオオミダレタケ（上述の通り、正式記載は1955年）がすべて同一種であること・国際藻類・菌類・植物命名規約に規定された先名権の原則から、学名としてはE. holophaea を用いるのが正しいことが、それぞれ示された。

なお、暫定的にキクラゲ目に分類されてはいるが、28SリボソームDNAの塩基配列による分子系統学的解析の結果から、キクラゲ目自体が多系統群であるとされているため、分類学的位置づけについては、なお検討の余地を残している。

## 食・毒性
無毒ではあるが、肉は水分を含んだダンボール紙のような舌触りで、歯切れも悪く食用には向かない。

## 保護
日本のブナ林分の保護の観点から、本種についても保護を要するとの見方があるが、具体的な保護手法について検討された例は皆無に等しい。環境庁が作成したレッドデータブックにおいては、絶滅危惧I類(CR+AN)にカテゴライズされている。自治体が作成したレッドデータブックにおけるカテゴリーは以下のとおりである。
- 青森県－準絶滅危惧種。
- 栃木県－絶滅危惧I類(CR+AN)。
- 埼玉県－絶滅危惧Ⅱ類(VU)。
- 神奈川県－絶滅危惧Ⅱ類. (VU)[44]。
- 島根県－絶滅危惧I類(CR+AN)。
- 愛媛県－絶滅危惧I類(CR+AN)[45]。
- 宮崎県－その他。